# Межное-Майдан
Межное-Майдан — деревня в Пильнинском районе Нижегородской области. Входит в состав  Можаров-Майданского сельсовета.

## География
Деревня находится на расстоянии примерно 11 км (по прямой) к северо-западу от посёлка Пильна, административного центра района.

### Часовой пояс
Деревня Межное-Майдан, как и вся Нижегородская область, находится в часовой зоне МСК (московское время). Смещение применяемого времени относительно UTC составляет +3:00.

## Население
| 2002 | 2010 |
| ---- | ---- |
| 44   | ↘29  |

### Национальный состав
Согласно результатам переписи 2002 года, в национальной структуре населения русские составляли 98 % из 44 чел.